# Eurocon
Eurocon е ежегодна конференция за фентъзи и научна фантастика, провеждаща се на територията на Европа. Всяка година посетителите гласуват къде да бъде проведена конференцията през следващата година. Първият домакин на събитието е град Триест в Италия през 1972. България също намери своето място сред държавите домакини – през 2004 Пловдив се превърна в центъра на европейската фентъзи и фантастична литература.